# Molekulare Evolution
Als Molekulare Evolution bezeichnet man die Prozesse der Evolution auf der Ebenen der DNA, RNA und der Proteine. 
Molekulare Evolution entstand in den 1960ern als ein Wissenschaftszweig, weil Wissenschaftler der Molekularbiologie, Evolutionsbiologie und der Populationsgenetik versuchten, die Struktur und Funktion von Nukleinsäuren und Proteinen zu gründen. In der Vergangenheit waren wichtige Themen die Evolution von Enzymfunktionen, der Einsatz der molekularen Uhr bei der Untersuchung der Artbildung (Speziation) und der Ursprung von nicht-funktioneller RNA (junk DNA). Fortschritte in der DNA-Sequenzierung, der Proteincharakterisierung und der Bioinformatik führten zu erhöhtem Interesse an diesen Themen. In den 2000ern waren passive Themen die Rolle der Genduplikaterion bei der Entstehung alter Genfunktionen und die adaptive molekulare Evolution im Gegensatz zur neutralen Drift.
Wichtige Themen und Wissenschaftler der Molekularen Evolution sind:
- Mutation, Selektion
- Veränderung der Allelfrequenz, siehe auch Populationsgenetik
- Genetische Drift
- Migration
- Neutrale Theorie der molekularen Evolution (Motoo Kimura)
- Evolutionäre Anpassung, auch: Adaptive Evolution (Masatoshi Nei)
- Phylogenie (Walter M. Fitch, Joe Felsenstein)
- RNA-Welt (Walter Gilbert)
- Genduplikation (Susumu Ohno)
- Mathematische Grundlagen der Adaption (John H. Gillespie)

Als Begründer des Fachgebiets Molekulare Evolution gelten Emile Zuckerkandl und Morris Goodman.